# Matilde Fernández
Pour les articles homonymes, voir Fernández.
Matilde Fernández Sanz, née le 24 janvier 1950 à Madrid, est une psychologue et une femme politique espagnole, ancienne ministre, membre du Parti socialiste ouvrier espagnol (PSOE), engagée dans la défense des droits des femmes, en particulier envers la parité femmes-hommes.

## Biographie

### Formation
Titulaire d'une licence en philosophie et lettres, spécialisée en psychologie, obtenue à l'université complutense de Madrid en 1972, elle a exercé sa profession de psychologue dans le monde de l'industrie.

### Carrière politique

#### Débuts et ascension
Elle adhère au Parti socialiste ouvrier espagnol (PSOE) en 1973, puis à l'Union générale des travailleurs (UGT) l'année suivante. En 1977, elle devient secrétaire générale de la Fédération des industries chimiques et énergétiques de l'État-UGT.
Lors du XXXe congrès fédéral du PSOE en décembre 1984, elle intègre la commission exécutive fédérale (CEF), en tant que secrétaire exécutive, sans responsabilité.

#### Ministre
Le 7 juillet 1988, le président du gouvernement Felipe González annonce que Matilde Fernández est nommée au poste nouvellement créé de ministre des Affaires sociales dans son deuxième gouvernement. Elle prête serment cinq jours plus tard.

#### Élue à Madrid
Réélue au Congrès des députés les 6 juin 1993 et 3 mars 1996, elle est remplacée au gouvernement par Cristina Alberdi le 14 juillet 1993.
Elle est considérée aujourd'hui comme l'une des pionnières de la parité femmes-hommes dans la vie politique en Europe.